# Adolf Leo Oppenheim
Adolf Leo Oppenheim (* 7. Juni 1904 in Wien; † 21. Juli 1974 in Berkeley) war ein österreichisch-amerikanischer Assyriologe.

## Leben
Leo Oppenheim wurde 1933 an der Universität Wien promoviert und war dort anschließend als Bibliothekar und Assistent am Orientalischen Institut der Universität tätig. Als Jude wurde er 1938 entlassen und emigrierte über Frankreich 1941 in die USA. Zunächst war er in New York und Philadelphia tätig. Seit 1947 arbeitete er für das Oriental Institute der University of Chicago, seit 1949 als Assistant Professor, 1950 als Associate Professor, seit 1954 als Professor; 1973 wurde er emeritiert. 1950 wurde er Mitherausgeber des Chicago Assyrian Dictionary, 1955 dessen verantwortlicher Herausgeber.
Seit 1971 war er korrespondierendes Mitglied der British Academy.

## Veröffentlichungen (Auswahl)
- Untersuchungen zum babylonischen Mietrecht. Wien 1936 (= Dissertation)
- Catalogue of the Cuneiform Tablets of the Wilberforce Eames Babylonian Collection, New Haven 1948
- The Interpretation of Dreams in the Ancient Near East, Philadelphia 1956
- Ancient Mesopotamia. Portrait of a Dead Civilization, Chicago/London 1964
- Letters from Mesopotamia, Chicago/London 1967
- Essays on Mesopotamian Civilization. Selected Papers of A. Leo Oppenheim, hrsg. von Erica Reiner und Johannes Renger, Chicago 1974 (Schriftenverzeichnis S. F6-F13)